# Kruševo Brdo I (Republika Serbska)
Kruševo Brdo I (cyr. Крушево Брдо I) – wieś w Bośni i Hercegowinie, w Republice Serbskiej, w gminie Kotor Varoš. W 2013 roku liczyła 33 mieszkańców.